# Sandy Mölling
Sandy Mölling (Wuppertal, 27 aprile 1981) è una cantante tedesca, balzata al successo come componente della girlband No Angels.

## Biografia
Sandy è figlia di Lothar Mölling e Dagmar Sprenger. Ha tre fratelli, Brian, Kevin e Dustin, e una sorella Melina. Dopo il divorzio dei suoi genitori, si trasferisce con la madre i fratelli a Coblenza e, terminate le superiori, inizia a lavorare come commessa.

### No Angels
Nel 2000 Sandy, spinta dalla famiglia e dagli amici, decide di partecipare alle audizioni del reality show Popstars. Entra in competizione con altre migliaia di donne, e impressiona la giuria formata da Simone Angel, Rainer Moslener e Mario M. Mendryzcki con una personale versione di Bohemian Rhapsody dei Queen. Raggiunge le finali con altre dieci ragazze e nel novembre 2000 la giuria la sceglie per far parte delle No Angels.
Nei quattro mesi successivi la Cheyenne Records, casa discografica del gruppo, studia il look e il sound delle ragazze e nell'aprile 2001 viene pubblicato il singolo di debutto Daylight in your eyes, contenuto nel primo album Elle'ments. Sia il singolo che l'album registrano un successo inaspettato, entrambi raggiungono la vetta della classifiche tedesche, austriache e svizzere.
Nei due anni successivi il gruppo realizza altri due album (Now...Us! e Pure) e un album swing di successo (When the angels swing). Dei dodici singoli estratti, quattro raggiungono la numero 1 e altri 10 la top ten, rendendo le No Angels, la girlband più popolare della loro era, con oltre 5 milioni di dischi venduti.
Il 5 settembre 2003 la band annuncia lo scioglimento e le componenti proseguono tutte la carriera solista, in tv, nel teatro e nel cinema. L'uscita della raccolta The Best of No Angels segna la fine della carriera del gruppo.

### Reunion
Dopo quattro anni, nel gennaio 2007, è annunciata la reunion della band alla quale però non prende parte Vanessa. I risultati di vendita dell'album Destiny e dei singoli estratti non sono paragonabili a quelli dei primi anni 2000 tuttavia il gruppo riesce a riportare discreti successi nelle classifiche di vendita. Nel maggio 2008 il gruppo rappresenta la Germania all'Eurofestival 2008 con il brano Disappear.

### Carriera solista
Nel 2003 recita nel film Soloalbum. Nel maggio 2004, dopo mesi in sala d'incisione, esce il primo singolo Unnatural blonde, che entra nella top ten tedesca alla #8 e diventa il maggior successo di un'ex-No Angels. Il secondo singolo Tell me bissa il successo del primo, entrando anch'esso nella top ten alla #10.
Il 13 settembre 2004 esce il primo album Unexpected, che debutta alla #13 della classifica tedesca. Dopo l'uscita dell'album, Sandy viene scelta per rappresentare la regione Renania Settentrionale-Vestfalia nel Bundesvision Songcontest (Concorso Canoro degli Stati Federali della Germania). Partecipa con il terzo singolo Unexpected e, nonostante la cantante si classifichi all'ultimo posto della competizione, il singolo, uscito in versione remix, ottiene una discreta #29 posizione nella classifica tedesca.
Nel 2005 la cantante ottiene una nomination come artista femminile dell'anno agli ECHO, oltre a essere presente in diversi programmi televisivi. Nel maggio 2006, dopo un cambio di etichetta, esce il secondo album Frame Of Mind, trainato dal singolo Crash, una cover di un brano dei The Primitives, che si piazza alla #24 della classifica tedesca. Nello stesso periodo partecipa al programma tv Let's dance!, classificandosi al 3º posto. Il secondo singolo estratto dall'album è Living without you, che raggiunge la 32ª posizione della classifica tedesca.
Sandy ha cantato tre brani della colonna sonora del lungometraggio d'animazione Bambi 2.

## Discografia

### Unexpected(2004)
1. Unexpected
2. Say it again
3. Unnatural blonde
4. Little Johnny
5. Tell me
6. You & I
7. Sorry, you've got the wrong girl
8. One in a million
9. Do it all over
10. Better for you
11. All eyes on you
12. Trusted
13. Help me let go

### Frame of mind(2006)
1. Crash
2. It's over
3. The verdict
4. Gone
5. Can't remember to forget you
6. Venom
7. Occupied
8. Living without you
9. I do
10. Tattooed on me
11. Stay
12. Speed of love
13. Happiness amazed
14. We can (feat. Jan Van Der Toorn)

### Bambi 2 O.S.T.(2006)
1. Alles lebt
2. Es fühlt sich nach Frühling an
3. Through your eyes

## Filmografia
- Soloalbum (2003)
- Der Wixxer (2004)